# Metal Gear Solid 3: Snake Eater
A Metal Gear Solid 3: Snake Eater (メタルギアソリッド3 スネーク・イーター; Hepburn: Metaru Gia Soriddo Surī Sunēku Ītā; gyakran MGS3-ként rövidítve) egy díjnyertes lopakodós akció-kaland videójáték, melyet Kodzsima Hideo rendezett. A Snake Eatert a Konami Computer Entertainment Japan (KCEJ) fejlesztette és a Konami adta ki PlayStation 2 konzolra. A játék 2004. november 17-én jelent meg Észak-Amerikában, 2004. december 16-án Japánban, 2005. március 4-én Európában és 2005. március 17-én Ausztráliában. A játék cselekményszálát, amely az egész Metal Gear sorozat előzményének tekinthető, két közvetlen folytatás, a Metal Gear Solid: Portable Ops és a Metal Gear Solid: Peace Walker vitte tovább.
A játék helyszínéül a hidegháborús Szovjetunió szolgál, történetének középpontjában Naked Snake FOX ügynök áll, aki megpróbál kiszabadítani egy fegyvertervezőt és szabotálni egy kísérleti szuperfegyvert. Amíg a sorozat korábbi tagjai elsősorban városi környezetben játszódtak, addig a Snake Eater a hatvanas évek szovjet dzsungelében, ahol Metal Gear Solid játékok high tech, közel jövőbéli csapdáit a vadon veszélyei váltották fel. Ugyan a helyszín élesen eltér, viszont a játék továbbra is a lopakodásra és beszivárgásra összpontosít, de a sorozat önmagára utaló, a negyedik falt áttörő humora is visszatér. A Snake Eater története számos átvezető jeleneten és rádióbeszélgetéseken keresztül van elmesélve.
A Metal Gear Solid 3: Snake Eater kereskedelmi és kritikai sikert aratott, 3,96 millió példány kelt el belőle világszerte és rendkívül pozitív 91%-os értékelést kapott a GameRankings és a Metacritic gyüjtőoldalakon.